# Katerina Sakellaropoulou
Katerina Sakellaropoulou (grč. Κατερίνα Σακελλαροπούλου; Solun,  30. svibnja 1956.) grčka je političarka. Od 2020. do 2025. bila je predsjednica Grčke, kao prva žena na tom položaju u grčkoj povijesti.

## Biografija
Sakellaropoulou je studirala pravo na Nacionalnom sveučilištu u Ateni, a postdiplomski studij javnog prava završila je na sveučilištu u Parizu.  U listopadu 2015. imenovana je potpredsjednicom Državnog vijeća, a u listopadu 2018. postala je prva predsjednica ustavnog suda Grčke, nakon jednoglasnog glasanja u Grčkom parlamentu.  

## Kandidatura i izbor za Predsjednicu Grčke
Dana 15. siječnja 2020.  grčki premijer, Kyriakos Mitsotakis (Κυριάκος Μητσοτάκης), kandidirao ju je za mjesto predsjednika Grčke. Dana 22. siječnja 2020. Grčki parlament tajnim je glasovanjem s 261 glasom za izabrao Sakellaropoulou za prvu Predsjednicu Grčke u njezinoj povijesti. Svečana inauguracija održana je 13. ožujka 2020. Na njoj je Sakellaropoulou pred zastupnicima grčkog parlamenta prisegla za grčku predsjednicu na mandat od 5 godina.